# Psalidaster
Psalidaster is een geslacht van zeesterren uit de familie Asteriidae.

## Soorten
- Psalidaster fisheri McKnight, 2006
- Psalidaster mordax Fisher, 1940